# Linia kolejowa Belgrad – Bar
Linia kolejowa Belgrad – Bar – linia kolejowa łącząca stolicę Serbii Belgrad z miastem portowym Bar w Czarnogórze została wybudowana w latach 70. XX wieku. Linia jest zelektryfikowana. Linia ta, szczególnie na odcinku Podgorica – Požega charakteryzuje się wybitnie górskim profilem. Na całej linii, długości 454,8 km (z czego 277,6 km przypada na odcinek serbski, 167,4 km na odcinek czarnogórski a 9,8 w Bośni i Hercegowinie) znajdują się 254 tunele o łącznej długości 114 km oraz 435 wiaduktów o łącznej długości 14,5 km. Najdłuższymi tunelami są "Sozina" (6,17 km) oraz "Zlatibor" (6,13 km). Kanion Mala Rijeka kolej pokonuje najdłuższym na trasie mostem, mającym 499 m długości i 200 m wysokości, który jest najwyższym na świecie wiaduktem kolejowym. Linia kolejowa Belgrad – Bar uważana jest za jedną z najpiękniejszych linii kolejowych w Europie, nazywana w obu krajach "koleją snów".